# Sovrani leggendari della Britannia

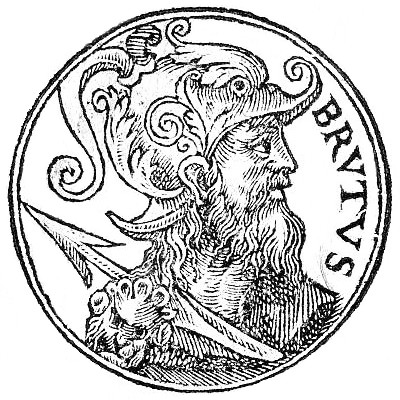
Bruto di Troia

La seguente lista di sovrani leggendari della Britannia deriva principalmente dalla Historia Regum Britanniae, scritta da Goffredo di Monmouth attorno al 1136. Geoffredo ha costruito una storia molto romanzata basata sulle opere dei primi storici medievali quali Gildas, Nennio e Beda, sulle genealogie gallesi, sulle vite dei santi e sulla propria immaginazione. Molti di questi sovrani sono basati su figure storiche, ma le narrazioni leggendarie.
Il racconto di Goffredo inizia con l'esilio del principe troiano Bruto, da cui verrebbe il nome di Britannia secondo la Historia Brittonum. Bruto sarebbe disceso da Enea, il leggendario Principe dei Dardani (popolo dell'Asia Minore) da cui a sua volta discende Romolo fondatore di Roma e la sua storia è evidentemente collegata con le leggende sulla fondazione dell'Urbe.
I re precedenti a Bruto vengono da un documento che parla dei viaggi di Noè e della sua progenie in Europa, un tempo attribuito allo storico caldeo Berosso, ma ora considerato una falsificazione del monaco domenicano del XV secolo, Annio da Viterbo (gli Antiquitatum variarum volumina XVII). Anche le Triadi gallesi sono una fonte supplementare per i primi re britannici. Gli storici rinascimentali come John Bale e Raphael Holinshed hanno preso la lista dei re di "Celtica" fornita dallo pseudo-Berosso e li hanno trasformati in re della Britannia e della Gallia. John Milton ricorda queste tradizioni nella sua Storia di Britannia, sebbene gli dia scarso credito.
Sopravvivono diverse liste di sovrani, anche se nessuna è originale. Nessuna di queste è davvero attendibile, tant'è che, sebbene siano generalmente simili tra di loro, nessuna è esattamente uguale alle altre. Gli storici moderni considerano queste liste come insiemi di imperatori romani e di diversi re, signori della guerra ed eroi mitici celtici. Sebbene leggendarie e apocrife, queste liste contribuirono alla cosiddetta Materia di Britannia, cioè a quelle tradizioni medievali e primo-moderne sulla storia d'Inghilterra. Molti di questi re, dunque, non sono mai esistiti.

## I primi cinque re derivati dallo pseudo-Berosso
Nel XV secolo Annio da Viterbo affermò di aver trovato dei frammenti di Berosso che fornivano dettagli sui primi insediamenti di "Celtica" dopo il Diluvio Universale ad opera di Samote, figlio di Jafet, figlio di Noè. Annio pubblicò queste notizie nei suoi Antiquitatum variarum volumina XVII (1498). Il regno di Samote si sarebbe trovato in Europa tra i Pirenei e il Reno. I cinque re di "Celtica" o "Samotea" di cui parla Annio sono definiti re della Britannia dopo il diluvio dalle Cronache di Raphael Holinshed (1577), con l'aggiunta di Albione e Bruto:
- Samote (conosciuto anche come Dis): i primi autori di storia della Britannia, condizionati da una visione mosaica o biblica, concordano tutti sul fatto che prima del Diluvio universale l'isola non era mai stata abitata[2]. Un esempio di tale affermazione si ha nelle Cronache di Holinshed[3], che citano diverse autorevoli fonti, tra cui Polidoro Virgili. Anche Annio da Viterbo afferma che Samote fu il primo colonizzatore post-diluvio e il primo re di "Celtica". Secondo Annio da Viterbo, Samote giunse in "Celtica" 143 anni dopo il Diluvio, mentre secondo Storia della Britannia di Milton vi giunse dopo 200 anni[4]. Altre fonti, come riportato dal compilatore George William Lemon, parlano di 310 anni[5] Nella sua Britannia Antiqua Illustrata (1676) Aylett Sammes, in accordo con quanto affermato da Lemon, datò l'arrivo di Samote in Britannia nel 2068 a.C. Annio da Viterbo, John Bale e William Harrison concordano che "la dinastia di Samote regnò per 335 anni"[6]. Nella sua Illustrium majoris Britanniae scriptorum (1548) Bale scrisse che il regno dei samoteani (compresi tutti i re prima di Albione), terminò nel 1736 a.C.[7], datando dunque al 2071 a.C. l'arrivo di Samote in Britannia e l'inizio della dinastia. Egli, dunque, si avvicina alla datazione data da Sammes (2068 a.C.) e da Anthony Munday nella sua Una breve cronaca[8] (2075 a.C.). Annio da Viterbo fu il primo ad affermare che Samote era figlio di figlio di Jafet, figlio di Noè. Autori successivi, come Raphael Holinshed), hanno identificato Samote con Meshech, un discendente di Jafet (Genesi, 10,2)[9]. Annio da Viterbo, John Bale e Raphael Holinshed concordano nell'affermare da Samote l'isola prese il nome di Samotea e che i primi abitanti furono chiamati samoteani. Alcune leggende nate in epoca rinascimentale cercarono di far discendere i samoteani dalla Samotracia[10].
- Mago, figlio di Samote. Mago è stato connesso da più fonti ai Magi[11]. John Bale cercò di connetterlo con dei toponimi britannici che presentano il suffisso magus (ed esempio Noviomagus Reginorum).[12]
- Sarone, figlio di Magone. Aylett Sammes dichiarò che Sarone fu il fondatore del culto dei sacerdoti detti saroniti.[13]
- Druis, figlio di Sarone (che creò i druidi)[14]
- Bard, figlio di Druis (che creò i bardi)[14]
- Albione, non è menzionato da Annio da Viterbo, ma da altre fonti, che affermano che discendeva dal dio Nettuno. Viene descritto come un gigante, che insieme al fratello Bergione (re d'Irlanda e delle isole Orcadi) detronizzò il samoteano Bardo. Da lui l'isola prese il nome di Albione. I due sarebbero poi stati sconfitti e uccisi da Eracle nella valle del Rodano. John Bale data la detronizzazione di Bardo al 1736 a.C. La leggenda di Albione appare in autori come Goffredo di Monmouth (1136).

I frammenti di Annio si sono poi rivelati dei falsi. È stato detto che la sua lista avrebbe comunque un piccolo substrato di verità dato che molti dei nomi dei re erano già noti nella letteratura anche prima delle Antiquitates variae e dato che molti cronachisti accettavano queste figure bibliche in base alla loro propensione per la storia mosaica. La lista dei re fornita da Annio è poi apparsa anche nella Illustrium Majoris Britanniae Scriptorum di John Bale (1548), nella Historia cantabrigiensis Academiae di John Caius (1574), nella Descrizione d'Inghilterra di William Harrison (pp. 3–5, 1577), nelle Cronache di Raphael Holinshed (vol. 2, p. 2, 1587) e nella Cronaca Breve di Anthony Munday (p. 467, 1611). Comunque già nel XVII secolo la lista fornita da Annio non era più molto popolare tra i cronachisti, gli antiquari e gli storici. John Speed, William Camden e Walter Raleigh (The Historie of the World, pp. 112–15, 1614) sono stati tra quelli che hanno respinto tale lista. John Milton nella sua The History of Britain (p. 3, 1670) fa riferimento brevemente a re Samote, ma conclude che provenga da una fonte contraffatta e inaffidabile.

### Lista supplementare di re di Celtica nello Pseudo-Berosso
La lista di sovrani di Celtica fornita da Annio da Viterbo e presa dallo Pseudo-Berosso continua con linea del tutto diversa dopo Bardo I. Questa linea separata dei re avrebbe continuato a governare i popoli celtici del continente, se non in Britannia. La lista completa di Annio è la seguente:
- Samote
- Mago
- Sarronio
- Druio
- Bardo
- Longo
- Bardo Junior
- Luco
- Celto
- Ercole
- Celto
- Galate
- Arbone
- Lugdo
- Beligio
- Iasio
- Allobrox
- Romo
- Paris
- Lemano
- Olbio
- Galate II
- Nanne
- Remis
- Franco
- Pitto
- Bruto

## Des grantz geanz
Il poema anglonormanno del XIV secolo Des grantz geanz ("Su Grandi Giganti") presenta delle varianti Il poema afferma che un gruppo di coloni greci di sangue reale, guidati dalla regina Albina, si stabilirono in Britannia e che prima di loro nessuno era mai stato nell'isola Albina diede poi il suo nome all'isola, che fu poi chiamata Britannia da Bruto. L'opera cerca attraverso l'evemerismo di razionalizzare le leggende sui giganti. Albina è perciò descritta come molto alta, anche se è presentata come una regina umana, discendente di un re greco, ma non come una creatura mitologica. Il mito di Albina è stato anche rinvenuto in alcuni successivi manoscritti del Romanzo di Bruto di Robert Wace (XII secolo), dove funge da prologo.

## Scota
Scota, nella mitologia scozzese, è il nome dato alla figlia di un faraone egiziano da cui i gaelici e gli scozzesi si fanno risalire. Scota appare per la prima volta nella letteratura dell'XI o del XII secolo e secondo molti studiosi tale leggenda sarebbe nata per contrastare le affermazioni di Goffredo di Monmouth, secondo cui la Scozia sarebbe stata fondata dai discendenti di Bruto (attravaerso Albanatto). Tuttavia alcune antiche fonti irlandesi riportano delle leggende su Scota e non tutti gli studiosi le considerano come invenzioni o costruzioni politiche. Nei miti scozzesi sulle origini, Albanatto aveva poco posto, mentre cronisti scozzesi (ad esempio John di Fordun e Walter Bower) affermavano che Scota fu fondatore eponimo della Scozia e che gli scozzesi giunsero molto prima di Albanatto, al tempo di Mosè.

## Sovrani derivati da Goffredo di Monmouth
Goffredo di Monmouth, nella sua opera pseudo-storica Historia Regum Britanniae, elenca una lunga lista di sovrani, che ha inizio con Bruto di Britannia e termina con Cadwallader, ultimo sovrano di etnia britannica prima del definitivo predominio degli anglosassoni.

### Dinastia di Bruto
- Bruto I XII secolo a.C.
- Locrino 1125-1105 a.C.
- Regina Gwendolen 1105-1090 a.C., insieme con...
- Maddan (o Madan) 1105-1065 a.C.
- Prima guerra dei due fratelli tra Mempricio e Malin, figli di Maddan
- Mempricio 1065-1045 a.C.
- Ebrauco (Ebranck) 1045-1005 a.C.
- Bruto II Greenshield 1005-993 a.C.
- Leil 993-968 a.C.
- Rud Hud Hudibras 968-929 a.C.
- Bladud (Blaedud) 929-909 a.C.
- Leir (Lear) 909-855 a.C., (morto 849 a.C.)
- Maglauro, duca di Alba, genero di Leir, e Henwino, duca di Cornovaglia, genero di Leir, insieme 855-852 a.C.
- Leir (Lear) 852-849 a.C. (rimesso sul trono)
- Regina Cordelia (Cordeilla), figlia di Leir, 849-844 a.C.
- Guerra civile tra Margano I (Morgan), figlio di Maglauro di Alba e Cunedagio (Cunedag), figlio di Henwino di Cornovaglia

### Dinastia di Cornovaglia
- Cunedagio (Cunedag), figlio di Henwino di Cornovaglia, 844-811 a.C.
- Rivallo (Rival) 811-765 a.C.
- Gurgustio (Gurgust) 765-681 a.C.
- Sisillio I (Silvio) 681-632 a.C.
- Jago 632-604 a.C.
- Kimarco (Kimmaco) 604-550 a.C.
- Gorboduc (Gorbodug) 550-487 a.C.

### Guerra civile dei cinque re
- Guerra civile dei cinque re, durante cui regnarono i seguenti sovrani
  - Ferrex, figlio di Gorboduc, 487 a.C., insieme con...
  - Porrex I, figlio di Gorboduc, 487-482 a.C.
  - Pinner (Pinor), re di Loegria 482-434 a.C.
  - Rudauco, re di Cambria 482-434 a.C.
  - Staterio, re di Alba 482-434 a.C.

### Dinastia di Cornovaglia
- Cloten, re di Cornovaglia
- Dunvallo Molmuzio, figlio di Cloten, successe al padre sul trono di Cornovaglia e sconfisse un suo rivale per diventare Re dei britanni 434-394 a.C.
- Seconda guerra dei due fratelli tra Belino e Brennio 394 a.C.
- Belino, figlio di Dunvallo, 394-372 a.C. divenne re dei britanni, mentre il fratello Brennio governò sulla metà della Gran Bretagna a nord dell'Humber (394-389 a.C.)
- Gurguit Barbtruc (Gurguint) 372-353 a.C., figlio del precedente
- Guithelin (Guintelyn) 353-327 a.C., figlio del precedente
- Regina Marcia 327-322 a.C., moglie del precedente, reggente per il figlio Sisillo
- Sisillio II 327-312 a.C., figlio di Guithelin
- Cinario (Kinario o Kimaro) 312-309 a.C., figlio del precedente
- Danio (Elanio) 309-299 a.C., fratello del precedente
- Morvido (Morindo) 299-290 a.C., figlio illegittimo del precedente
- Gorboniano (Gorboman) 290-280 a.C., figlio del precedente
- Archigallo (Archgallo) 280-279 a.C. (morto 266 a.C.), fratello del precedente
- Eliduro (Elidyr) 279-276 a.C. (morto 252 a.C.), fratello del precedente
- Archigallo 276-266 a.C. (rimesso sul trono)
- Eliduro 266-265 a.C. (rimesso sul trono e morto nel 252 a.C.)
- Ingenio (Vigenio) 265-258 a.C., insieme col fratello Pereduro, fratello del precedente
- Pereduro (Periduro) 265-256 a.C.,
- Eliduro 256-252 a.C. (rimesso di nuovo sul trono)
- Il figlio di Gorboniano 252-242 a.C.
- Margano II (Morgan) 242-228 a.C., figlio di Archigallo
- Enniauno (Emeriano) 228-221 a.C., fratello del precedente
- Idvallo (Ydwallo) 221-201 a.C., figlio di Ingenio, cugino del precedente
- Runo (Rimo) 201-185 a.C., figlio di Pereduro, cugino del precedente
- Gerenno (Gerunzio) 185-165 a.C., figlio di Eliduro, cugino del precedente
- Catello 165-155 a.C., figlio del precedente
- Millo (Coilo) 155-145 a.C., figlio del precedente
- Porrex II 145-140 a.C., figlio del precedente
- Cherino (Cherimo) 140-139 a.C., figlio del precedente
- Fulgenio (Fulgenzio) 139-138 a.C., figlio del precedente
- Edado (Eldred) 138-137 a.C., fratello del precedente
- Andragio (Androgeo) 137-136 a.C., fratello del precedente
- Uriano 136-133 a.C., figlio del precedente

### Sovrani estratti a sorte
Da Eliud fino a Capoir, la Historia Regum Britanniae non indica più un rapporto di parentela tra i re, ma si limita a elencare la loro successione. Tuttavia, la versione Cleopatra del Brut Y Brenhinedd, una traduzione in gallese dell'opera di Goffredo di Monmouth, indica ciascun sovrano come figlio del precedente, ad eccezione di Beldgabred e Archmail, che sono indicati come fratelli sia dalla Historia che dal Brut Y Brenhinedd.
- Eliud (Elihud) 133-128 a.C.
- Cledauco (Dedantio) 128-123 a.C.
- Cloteno (Detono) 123-121 a.C.
- Gurginzio (Gurguineo) 121-118 a.C.
- Meriano 118-116 a.C.
- Bledudo (Bleduo) 116-114 a.C.
- Cap (Capeno) 114-111 a.C.
- Oeno (Ovino) 111-109 a.C.
- Sisillio III 109-107 a.C.

### Dinastia di Beldgabred
- Beldgabred (Bledgabedro) 107-97 a.C.
- Archmail (Archimalo) 97-95 a.C., fratello del precedente

### Sovrani estratti a sorte
- Eldol (Eldolo) 95-91 a.C.
- Rodiano (Redon) 91-89 a.C.
- Redechio (Redargio) 89-86 a.C.
- Sawyl Penuchel (ma per alcuni Samuil/Samulio, seguito da Penessil/Penisillo) 86-81 a.C.
- Pir (Pirro) 81-79 a.C.

### Dinastia di Capoir
- Capoir (Caporio) 79-77 a.C.
- Digueillo (Dinello) 77-73 a.C., figlio del precedente
- Heli (Beli Mawr) 73-72 a.C., figlio del precedente
- Lud (Llud) 72-61 a.C., figlio del precedente
- Cassivellauno 61-48 a.C., fratello del precedente
- Tasciovano (Tenvanzio) 48 a.C.–1, figlio di Lud
- Cunobelino (Cymbeline) 1–40, figlio del precedente
- Guiderio (Togodumno) 40–43, figlio del precedente
- Interregno 43–61
- Arvirargo (Gweyrydd) 61–74, fratello del precedente
- Mario (Meurig) 74–125, figlio del precedente
- Coilo (Coel) 125–150, figlio del precedente
- Lucio (Lleirwg Mawr) 150–180, figlio del precedente
- Interregno 180–208

### Leader della resistenza anti-romana
- Sulgenio (Argentocoxos) 208–211

### Dinastia dei Severi
- Geta (Publio Septimio Geta) 211–212, insieme con...
- Bassiano (Settimio Bassiano Caracalla) 211–217
- Periodo di interregno 217–286

### Usurpatori
- Carausio (Marco Mausaeo Carausio) 286–293
- Alletto (Caio Allecto) 293–296

### Comandante romano
- Giulio Asclepiodoto 296–305

### Casata dei Votadini
- Coel Hen 305

### Casa dei Costantini
- Costanzo Cloro (Flavio Valerio Costanzo) 305–306
- Costantino I (Flavio Valerio Costantino) 306–312 (morto 337). Confuso in alcune liste e nella tradizione popolare gallese con Custennin Fawr (Costantino il Grande) (360-?), uno dei presunti figli di Magno Massimo.

### Casata dei Gewissi
- Ottavio (Eudaf Hen) 312 (primo regno)

### Casa dei Votadini
- Trahern 312–313

### Casata dei Gewissi
- Ottavio (Eudaf Hen) 313–383 (secondo regno)

### Casata dei Votadini
- Massimiano (Magno Clemente Massimo) 383 (morto 388)

### Casata dei Dumoni
- Caradoc 383
- Dionoto 383–388

### Periodo di interregno
- Graciano Municeps 388–407

### Casata di Bretagna
- Costantino II (Flavio Claudio Costantino) 407–409 (morto 411)
- Costante 409
- Periodo di interregno 409–425

### Casata dei Gewissi
- Vortigern (Guorthigirn) 425–466
- Vortimer (Guorthemer) 466–471
- Vortigern (Guorthigirn) 471–480

### Casata di Bretagna
- Ambrosio Aureliano (Embreis Guletic) 466–496
- Uther Pendragon (Ythr Ben Dragwn) 496
- Re Artù 496–537
- Mordred 537

### Casata dei Dumnoni
- Costantino III (Bendegit Custennin) 537–538

### Casata di Bretagna
- Gwydre 538-?
- Aurelio Conano (Aurelio Canino) 538–539

### Casata di Dyfed
- Vortiporio (Gwrthefyr) 539–540

### Casata di Gwynedd
- Malgone (Maelgwn Hir) 540–549

### Casata del Wessex
- Keredic (Cerdic) 549–554
- Periodo di interregno anglosassone 554–615

### Casata del Gwynedd
- Cadvan (o Cadfan) 615–620
- Cadwallo (Cadwallon) 620–634
- Interregno 634–655
- Cadwallader (Cadwaladr Fendigaid) 655–664 (morto 682)

### Conseguenze
Goffredo termina la sua narrazione con Cadwallader. Dopo la sua morte, i re britannici non furono più sovrani dell'intera isola, a causa della riduzione drastica dei loro domini ad opera degli invasori anglosassoni. Furono i loro re a divenire Bretwalda e poi sovrani d'Inghilterra. Gli eredi celtici al trono sopravvissero nel regno del Gwynedd, fino a quando non si sottomisero ai re inglesi nel XIII secolo. I principi e i signori del Gwynedd regnarono fino al tempo di Dafydd ap Gruffydd (1282 - 1283). La sua morte segnò la fine della casata di Bruto. Owen Tudor, nonno di Enrico VII d'Inghilterra, era un discendente materno dei sovrani del Gwynedd. L'unione di Enrico con Elisabetta di York segnò quindi la fusione delle  casate reali celtica e anglo-normanna.